# Nakamura Daizaburō

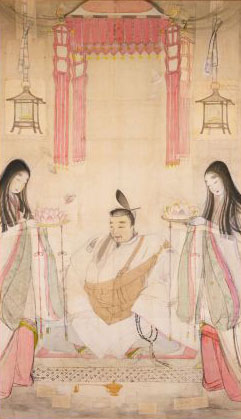
Laternen-Minister, Entwurf 1922

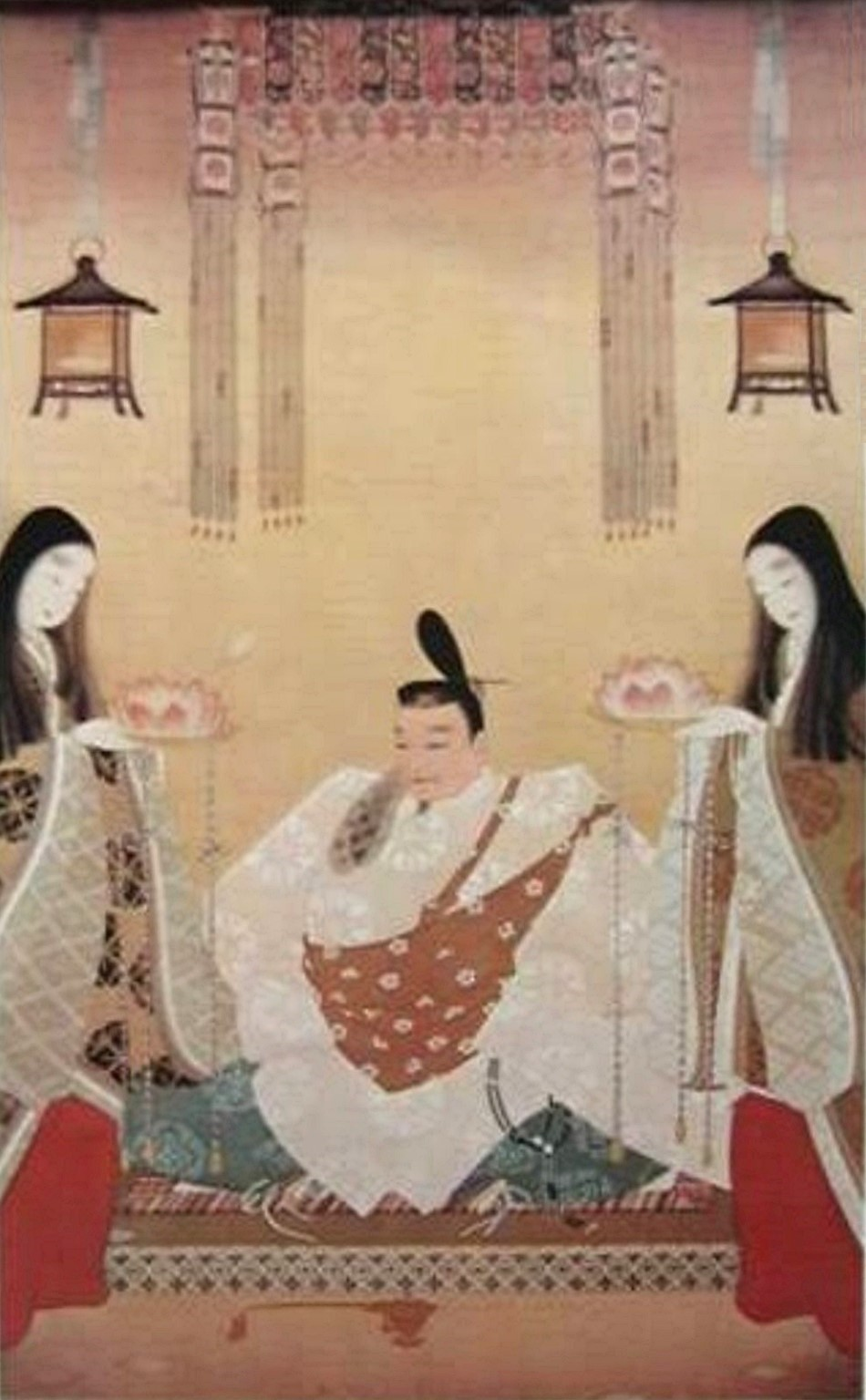
Laternen-Minister, 1922

Nakamura Daizaburō (japanisch 中村 大三郎; geb. 21. März 1898 in Kioto; gest. 14. September 1947) war ein japanischer Maler der Nihonga-Richtung  der Taishō- und Shōwa-Zeit.

## Leben und Werk
Nakamura Daizaburō machte 1916 seinen Abschluss an der Abteilung für Malerei der „Städtischen Schule für Kunst und Kunstgewerbe Kyōto“ (京都市立美術工芸学校, Kyōto shiritsu bijutsu kōgei gakkō) und dann 1919 an der „Städtischen Hochschule für Malerei“ (京都市立絵画専門学校, Kyōto shiritsu kaiga semmon gakkō). Danach bildete er sich weiter unter Nishiyama Suishō an dessen Atelier Seikōsha (青甲社), der später sein Schwiegervater wurde.
Während er an der Städtischen Hochschule für Malerei war, konnte er 1918 auf der 12. Bunten-Ausstellung zum ersten Mal ein Bild zeige, nämlich „懺悔“ (Zange, Beichte). 1920, auf der 2. Teiten-Ausstellung, wurde sein Bild „静夜聞香“ (Seiya bunkō, Duft am Abend genießen) ausgezeichnet. Die gleich Auszeichnung erhielt auch sein Bild „燈籠のおとど“ (Tōrō no otodo; Minister der Laternen).
1928 wurde Nakamura Juror der Teiten. In der Taishō-Zeit  glänzte er mit geschichtlichen Darstellungen und Bilder schöner Frauen, sie romantisch in Feinarbeit gestaltet sind. Aber mit dem Bild „ピアノ“ (Piano) im Jahr 1925 wandte er sich Themen der Gegenwart zu. Daneben widmete er sich mit Bildern wie „三井寺“ (Miidera) auch nahezu musikalisch gestalteten Sujets. – Nakamura wurde 1924 Berater der Schule für Kunst und Kunstgewerbe, ein Jahr darauf Assistenzprofessor an der Hochschule für Malerei in Kioto, 1936 dann Professor.

## Bilder

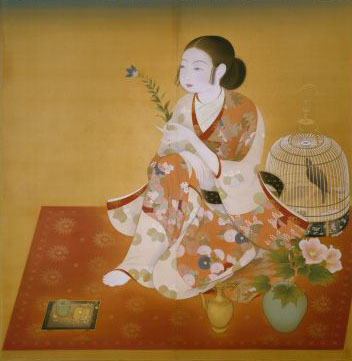
Frauenbildnis, 1925
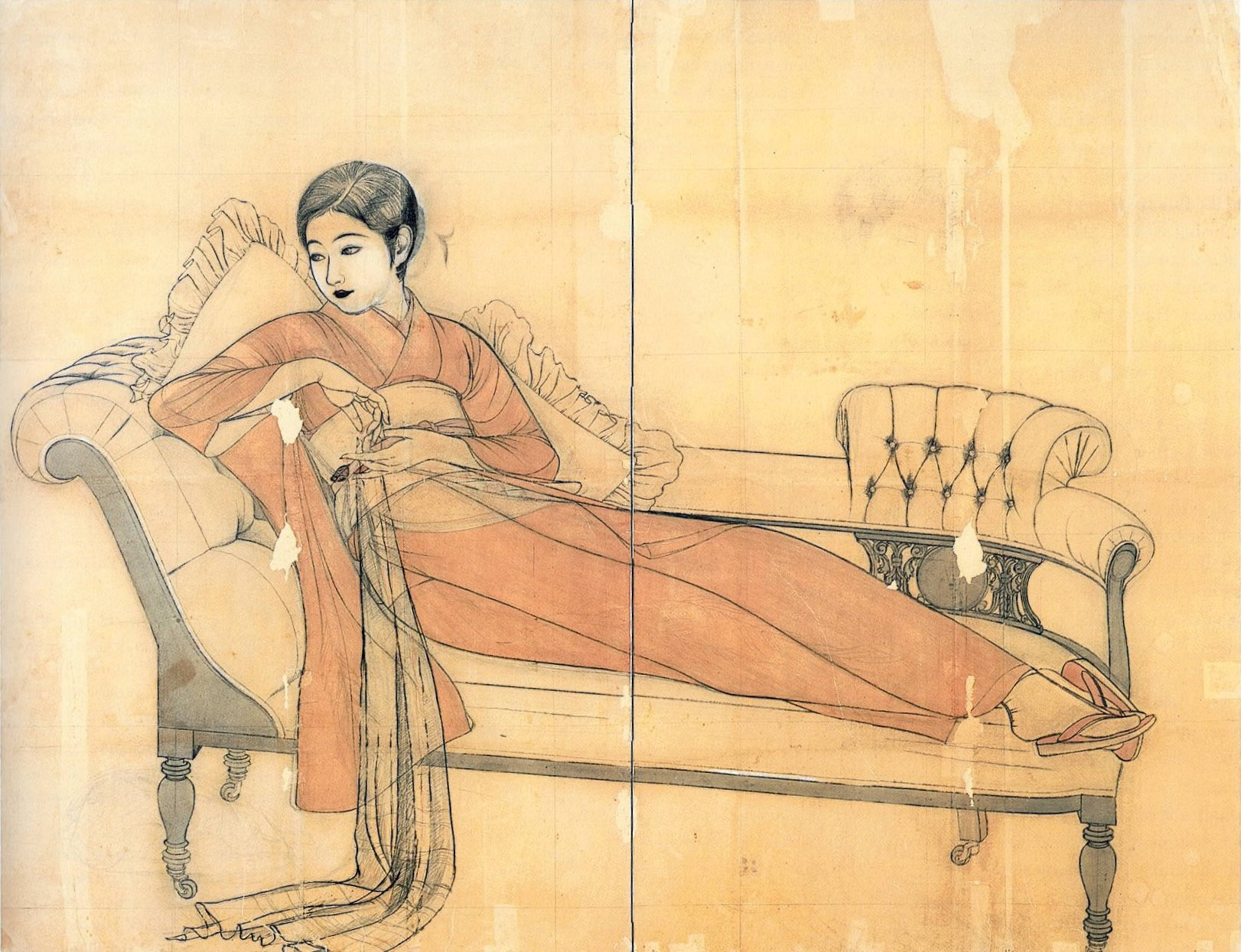
Frau auf dem Sofa, Vorzeichnung, 1930
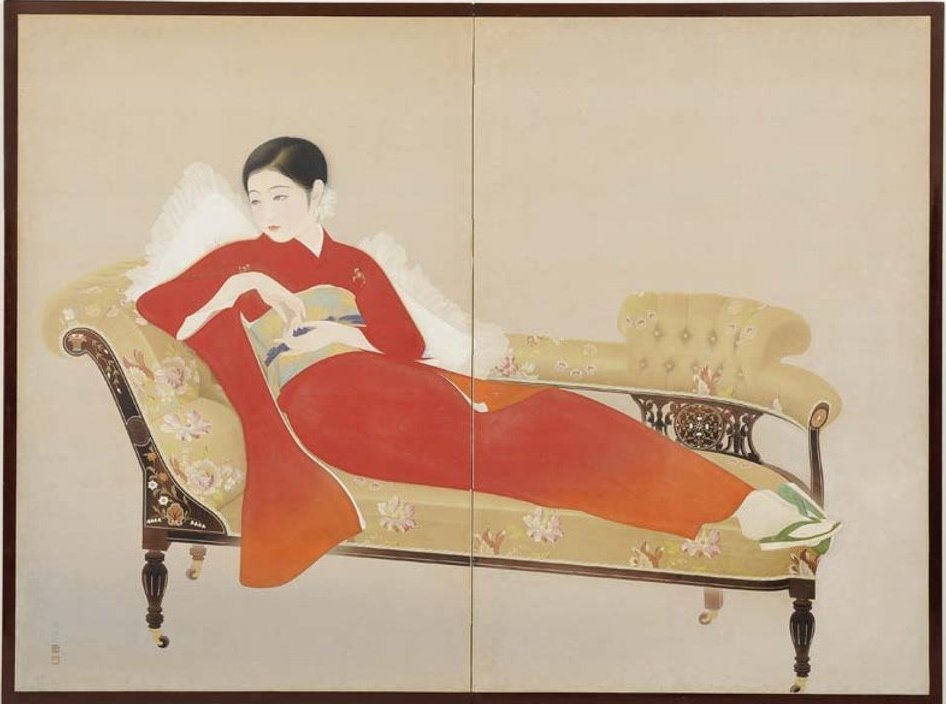
Frau auf dem Sofa, 1930
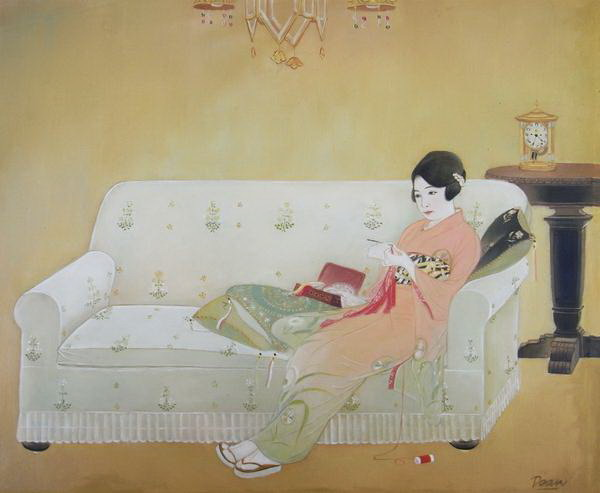
Frau auf dem Sofa
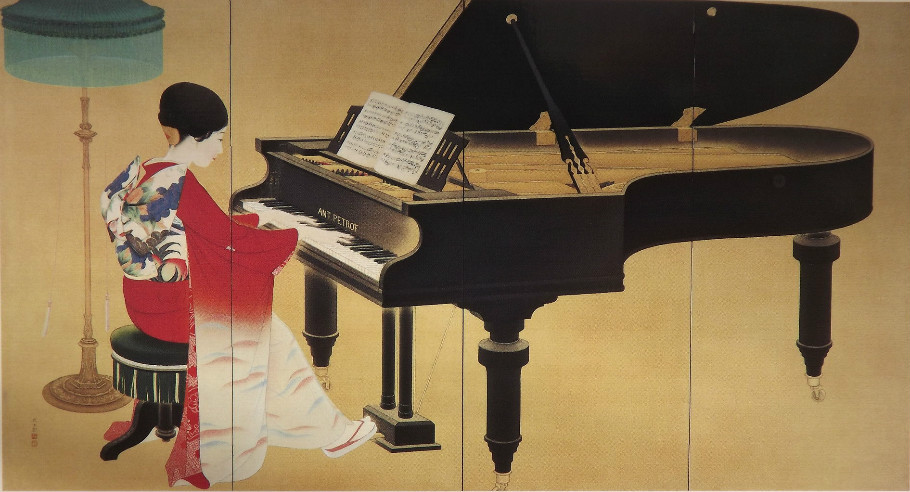
Am Klavier